# Lestes nodalis
Lestes nodalis är en trollsländeart som beskrevs av Selys 1891. Lestes nodalis ingår i släktet Lestes och familjen glansflicksländor. IUCN kategoriserar arten globalt som livskraftig. Inga underarter finns listade i Catalogue of Life.